# Charles L. Drake
Charles Lum Drake (13 juillet 1924 - 8 juillet 1997) est un géologue américain qui est professeur de géologie au Dartmouth College (New Hampshire).

## Biographie
Il est né à Ridgewood, New Jersey, fils d'Ervin Thayer Drake et de sa femme Elizabeth Lum. Il est diplômé de Chatham High School en 1941. Drake s'enrôle dans l'armée américaine pendant la Seconde Guerre mondiale et sert dans le Pacifique Sud. À la fin de la guerre, il s'inscrit à l'université de Princeton et, en 1948, obtient un baccalauréat ès sciences en ingénierie. Après quelques années dans la marine américaine à effectuer des mesures de gravité dans des sous-marins, il rejoint l'observatoire géologique Lamont-Doherty de l'université Columbia, où il obtient un doctorat en géophysique en 1958.
Il reste à Lamont-Doherty en tant que membre de la faculté jusqu'en 1969, date à laquelle il part au Dartmouth College dans le New Hampshire, y restant jusqu'à sa retraite en 1992. Il est directeur du département en 1978-1979 et doyen associé de la faculté des sciences de 1979 à 1985.
Il est un expert de premier plan sur la géologie des marges continentales qu'il étudie par des techniques géophysiques et les résultats des programmes de forage océanique. Il est le pionnier de l'utilisation de l'étude de réflexion sismique des sédiments océaniques et, avec Jack Nafe, établit une relation entre la densité des dépôts et la vitesse à laquelle les ondes sismiques les traversent, connue sous le nom de courbe de Nafe-Drake. Il étudie particulièrement la mer Rouge et l'océan Atlantique, contribuant au développement de la théorie de la dérive des continents.
Avec son collègue de Dartmouth, Charles B. Officer, Drake alimente un débat de longue date lorsqu'il suggère que les dinosaures ont été tués par des éruptions volcaniques plutôt que par une météorite.
Il est très actif dans les travaux des comités publics. De 1990 à 1992, il est membre du Conseil des conseillers du président George HWBush sur la science et la technologie. Il siège à de nombreux comités de la National Academy of Sciences et de la National Science Foundation.
En 1977, il est président de la Société américaine de géologie, de 1984 à 1986, il est président de l'Union américaine de géophysique et en 1989, il est président du Congrès Géologique Internationale. Il reçoit le prix GP Woollard de la Société américaine de géologie.
Il épouse Martha Ann Churchill en 1950 et a quatre filles Mary Aiken Drake, Caroline Elizabeth Drake, Sara Ruth Drake, Susannah Churchill Drake. Il est décédé en 1997 et est enterré à Union Village Vermont.